# Martainville, Eure

Martainville este o comună în departamentul Eure, Franța. În 1 ianuarie 2022 avea o populație de 497 de locuitori.